# Reggenza di Kebumen
La reggenza di Kebumen (in indonesiano: Kabupaten Kebumen) è una reggenza dell'Indonesia, situata nella provincia di Giava Centrale.